# Zugsammelschiene

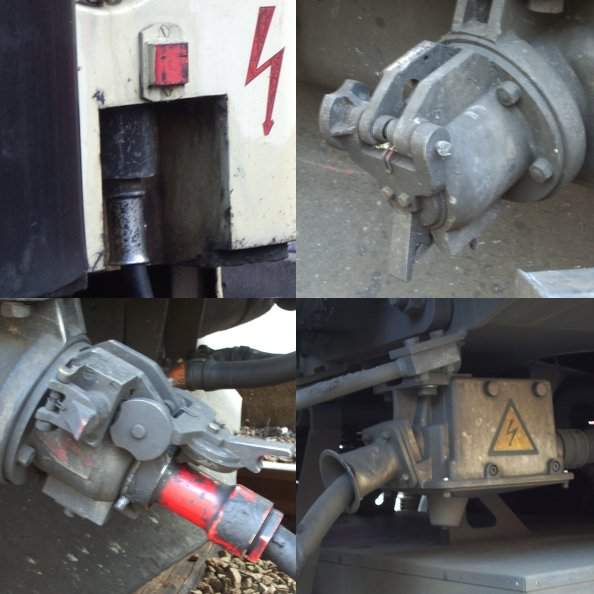
Steckverbindungen für die Zugsammelschiene

Die Zugsammelschiene (ZS) ist eine einpolige Leitung, die alle Wagen insbesondere von Reisezügen untereinander und mit der Lokomotive verbindet, um alle Einheiten von zentraler Stelle mit elektrischer Energie zu versorgen. Sammelschiene bezeichnet hier eine elektrotechnische Einrichtung. Den Rückleiter der einpoligen Zugsammelschiene bilden die Gleise.

## Geschichte
Reisezugwagen wurden ursprünglich mit Öfen geheizt, die in jedem Wagen eingebaut wurden. Später verlegte man eine Dampfheizleitung (Rohrleitung) durch den Zug, um die Wagen mit Dampf aus dem Lokomotivkessel oder einem speziellen Heizwagen zu versorgen. Mit der Einführung des elektrischen Betriebs wollte man die Wagen elektrisch heizen und verlegte dazu eine elektrische Leitung durch den Zug. Diese wurde ihrer Zweckbestimmung folgend als Heizleitung bezeichnet. Da die elektrifizierten Strecken lange Zeit einzelne Inselbetriebe darstellten und die Wagen freizügig eingesetzt werden sollten, wurden sie, beginnend in den 1920er Jahren, mit elektrischer und Dampfheizung ausgerüstet. Für die Versorgung der Beleuchtung und vergleichbarer Kleinverbraucher erhielten die Reisezugwagen aus demselben Grund Achsgeneratoren. Die Versorgung im Stand erfolgte durch Akkumulatoren, die während der Fahrt von den Achsgeneratoren geladen wurden. Mit fortschreitendem Traktionswandel wurde in den 1970er Jahren im Rahmen der Eisenbahnverbände UIC und OSShD international festgelegt, dass die Zugheizung zur Vermeidung der Doppelausrüstung der Wagen nur noch elektrisch betrieben werden sollte. Mit dem Aufkommen von Klimaanlagen und anderen elektrischen Verbrauchern im Zug, deren benötigte Leistungen nicht von den Achsgeneratoren aufzubringen waren, änderte man die Bezeichnung in Zugsammelschiene. Die in diesem Zusammenhang immer mitgekuppelte und im Betrieb unter Spannung gehaltene Heizleitung ließ sich mit vergleichsweise wenig Aufwand auch für die Versorgung der übrigen elektrischen Verbraucher in den Reisezugwagen nutzen. Damit konnten die Achsgeneratoren und die dazugehörenden Schalteinrichtungen entfallen. Wegen der auch im Stand möglichen Versorgung durch die Zugsammelschiene war es möglich, die Batteriekapazität in den Reisezugwagen etwa zu halbieren. Zusätzlich entfiel die Instandhaltung der Generatoranlagen, außerdem sank der Laufwiderstand. Durch die entfallene zweimalige Energieumwandlung von elektrischer in mechanische Energie und zurück verbesserte sich auch der Wirkungsgrad. Bei technischen Daten zu Lokomotiven wird oft neben der Traktionsleistung auch die Heizleistung angegeben, womit die maximale Leistung auf der Zugsammelschiene gemeint ist.

## Arten der Stromversorgung

### Versorgung ab Fahrleitung
Bei Bahnen mit Gleichstromversorgung wird der Strom für die Zugenergieversorgung direkt aus der Oberleitung entnommen und in die Zugsammelschiene gespeist. Dementsprechend variiert die Spannung in der Zugsammelschiene von 600 bis 3000 Volt. Für das europäische Normalspurnetz sind die Gleichspannungen von 1,5 und 3 kV normiert.

### Versorgung ab Transformator
Auf Triebfahrzeugen, die mit Wechselstrom versorgt werden, weist in der Regel der Transformator eine sogenannte Heizwicklung auf, aus der die Zugsammelschiene mit Wechselstrom versorgt wird. Bei den mit 15 kV und 16,7 Hz elektrifizierten Bahnen wird seit den 1920er Jahren eine Heizspannung von 1000 V verwendet. Da die Elektrifikation mit 25 kV und 50 Hz stark von Frankreich ausging, wurde die Spannungsebene von 1,5 kV mit 50 Hz zu einer weiteren Norm. Frankreich war das erste Land mit Fahrdrahtspannungen von 1,5 kV= und 25 kV, 50 Hz. Damit können die Wagen ohne technische Änderungen in beiden Teilnetzen eingesetzt werden. Aus demselben Grund gibt es in der ehemaligen Tschechoslowakei eine weitere, international nicht genormte Heizwechselspannung von 3 kV mit 50 Hz. Auf dem mit 11 kV bei 16,7 Hz elektrifizierten Meterspurnetz der Rhätischen Bahn und Matterhorn-Gotthard-Bahn wird seit 1913 eine Heizspannung von 300 V mit 16,7 Hz verwendet. Die durch die niedrige Spannung bedingten hohen Ströme erfordern teilweise einen zweiten Transformator im Zug, um die Zugsammelschiene in zwei Segmente unterteilt speisen zu können. Damit wird eine Überlast der Zugsammelschiene vermieden.

### Versorgung ab Generator
Frühere Diesellokomotiven waren nicht für die Energieversorgung des Zuges eingerichtet oder sie wiesen einen Heizkessel für die Versorgung der Dampfheizleitung auf. Für die Stromversorgung des Zuges wurde dann ein Wagen mit einem Dieselmotor und angeflanschtem Generator verwendet (Generatorwagen). In einigen Fällen wurde eine solche Anlage auch in Diesellokomotiven eingebaut. Mit den größeren Motorenleistungen und der Entwicklung der Leistungselektronik konnte dann der Generator direkt an den Hauptdieselmotor angeflanscht werden. Der Strom wird anschließend mit einem elektronischen Umrichter auf die benötigte Spannung und Frequenz gebracht. Der Umrichter ist notwendig, weil die Drehzahl des Dieselmotors im Betrieb schwankt.
In Deutschland verlangt die Norm 940 V bis 1060 V und 16,7 Hz. Bei Diesellokomotiven mit elektrischer Heizeinrichtung wurden als erstes Hüllkurvenumrichter, bei denen durch Thyristoren die höherfrequenten Phasen eines sechspoligen Drehstromgenerators so lange eingeschaltet wurden, bis die Halbwelle lang genug war, eingesetzt. Anschließend wurde auf die andere Halbwelle gewechselt und der Vorgang wiederholt. Solange der Strom nur für Heizzwecke gebraucht wurde, war das ausreichend. Batterieladegeräte und Klimaanlagen erzeugen aber eine induktive elektrische Last auf der Zugsammelschiene, bei der Umrichter dieser Bauart versagen; die Thyristoren verlöschen nicht mehr bei Abschluss der Halbwelle. Der gegenpolige Thyristor wird gezündet und es kommt zu einem Generatorkurzschluss. Aus diesem Grunde gilt für entsprechend ausgerüstete Wagen ein Verbot des Betriebs mit Dieselloks.
Die nächste Generation von Umrichtern arbeitet mit einem Gleichstromzwischenkreis und baut die Halbwelle als Rechteckhalbwelle mit einem Einschalt- und einem Löschthyristor auf oder verwendet GTO-Thyristoren. Diese Generatoren vertragen zwar induktive Lasten, aber die nicht sinusförmige Halbwelle führt zu starken harmonischen Oberwellen. Da es im nicht elektrifizierten Netz in Deutschland noch immer Sicherungsanlagen mit 50-Hz-Gleisstromkreisen gibt und 50 Hz eine harmonische Oberwelle von 16,7 Hz ist, verlangt das EBA eine Umstellung der Umrichterfrequenz auf 22 Hz, um eine Beeinflussung auszuschließen.

## Ausrüstung der Reisezugwagen
Elektrische Verbraucher wie Glühlampen in Reisezugwagen wurden über Achsgeneratoren und im Stand durch die während der Fahrt geladenen Akkumulatoren („Batterien“) mit Strom versorgt; üblich waren 24 oder 36 V Gleichspannung, beispielsweise in Deutschland später auch 48 und 110 V. Die elektrische Widerstandsheizung oder die Dampfheizung funktionierte daneben unabhängig. Die Zugsammelschiene, damals Heizleitung genannt, wurde so wie die Dampfheizleitung nur im Winter gekuppelt. Für die Anpassung an die unterschiedlichen Versorgungsspannungen wurden die einzelnen Heizkörper gruppenweise in Reihe und parallel geschaltet. In einigen Ländern, beispielsweise in Deutschland, war auf elektrischen Lokomotiven die Heizspannung umschaltbar. Für die Übergangszeit mit einer geringeren benötigten Heizleistung wurde über eine zusätzliche Anzapfung am Haupttransformator eine Spannung von 800 V abgegriffen. Anfänglich existierte noch eine dritte Spannung mit 600 V, doch diese wurde schon seit den 1930er Jahren nicht mehr genutzt und bei neuen Lokomotiven auch nicht mehr vorgesehen. Der Abgriff für die verringerte Heizspannung von 800 V wurde bei der DR letztmals in den Lokomotiven der Reihen 211 und 242 eingebaut, doch wenig später nicht mehr benutzt. Bei den anderen Bahnverwaltungen, die das 15-kV-System nutzen, war es vergleichbar.
Mit der Zunahme der elektrischen Verbraucher musste eine Versorgung ab der Zugsammelschiene aufgebaut werden. Ein Ladegerät versorgt nun die Akkumulatoren mit Strom, im Gegenzug konnte auf die Achsgeneratoren verzichtet werden. Um Verbraucher der üblichen Spannungsebenen 400 V Drehstrom oder 230 V Einphasenwechselstrom verwenden zu können, wird nach dem Akkumulator beziehungsweise dem Ladegerät ein Wechselrichter geschaltet. So kann zum Beispiel die Beleuchtung auch während eines Lokomotivwechsels eingeschaltet bleiben. Eine Leistungsregelung schaltet gewisse Verbraucher, insbesondere die Klimaanlage, ab, wenn die Zugsammelschiene spannungslos ist. Damit kann eine zu schnelle Entladung der Akkumulatoren vermieden werden.

## Kupplung der Zugsammelschiene
Damit Wagen unterschiedlicher Hersteller auch international kompatibel zueinander sind, wurde die Zugsammelschiene von der UIC in der Norm UIC 552 vereinheitlicht. Sie führt je nach Einsatzbedingung eine Wechselspannung von 1000 V mit 16,7 Hz, von 1500 V mit 50 Hz oder Gleichspannungen von 1500 bzw. 3000 V, daneben sind bei Betrieb mit Diesellokomotiven wie oben erläutert Rechteck- oder Trapezwechselspannungen möglich. Ausgehend von der Deutschen Reichsbahn wird seit den 1970er Jahren über die Zugsammelschiene bei Diesellokomotiven wegen der möglichen Beeinflussung von mit 50 Hz gespeisten Gleisstromkreisen die Wechselspannung von 1000 V mit einer abweichenden Frequenz von 22 Hz eingespeist. Ebenfalls funktionieren die meisten modernen Bordnetzumrichter auch bei einer Spannung von 1000 V auch mit 50 Hz, so dass Strom auch durch stationäre Einspeisung aus Ortsnetzen bezogen werden kann. Insbesondere bei grenzüberschreitend zwischen dem 15- und dem 25-kV-Netz verkehrenden Wendezügen wird auf die Umschaltung der Spannung beim Wechsel der Speisefrequenz verzichtet. Die Speisegeräte moderner Reisezugwagen kommen üblicherweise auch mit den nicht genormten Kombinationen von 1000 V mit 50 Hz und 1500 V mit 16,7 Hz zurecht und bei vielen Wagen, insbesondere aus Tschechien, der Slowakei und Österreich, sind die zusätzlichen Frequenzen auch im Heizraster (an der Wagenseite) angegeben.
Neben der einpoligen Zugsammelschiene für die Energieversorgung sind die Wagen und die Lok normalerweise auch noch mit einem 18- oder 13-poligen UIC-Kabel für die Türschließung, Beleuchtungssteuerung und zum Datenaustausch (zum Beispiel für Zugzielanzeiger, Durchsagen, Steuerung einer weiteren Lok etc.) verbunden.
Moderne Reisewagen (etwa Nightjet der ÖBB) haben die Sammelschiene auf 800 Ampere Stromstärke ausgelegt. Das untere Feld des Heizrasters enthält die bloße Zahlenangabe „800“. Die Steckernorm UIC 552 schreibt vor, dass ein Leiter von 185 mm² Querschnitt montierbar sein muss. Ein flexibles feindrähtiges Litzenbündel dieses Querschnitts hat etwa 17 mm Durchmesser. Samt elektrischer Isolierung, mechanischem Schutz und Verschleißschicht mit Farbkontrast kommt das (immer einpolige) Kabel auf augenscheinlich 30 mm Gesamtdurchmesser.
Mit der niedrigsten (Effektiv-)Spannung von 1000 V betrieben lassen sich 800 kW Leistung übertragen. Unter der Annahme, dass ein einzelner Wagen 50 kVA Leistung zieht, können damit 16 Reisewagen versorgt werden. Bei Güterwagen treten Kesselheizung für gewärmte Transportgüter wie Bitumen und Verstellmotore als größere Verbraucher auf.
Reicht die Versorgung mit 800 A von einer Lok her nicht aus, kann die Sammelschiene in zwei Segmente geteilt werden. Eine am Zug hinten angereihte Lok versorgt dann die Wagen des hinteren Segments.

### Lage der Buchsen
An modernen Reisezugwagen der ÖBB sind an jeder Stirnseite der Wagen ein Stück tiefer und seitlich außerhalb des Pufferpaars zwei Steckbuchsen montiert. Typisch ist die Spritzschutzklappe, die am Griffbügel angehoben wird. Die Einsteckrichtung ist schräg von unten, etwa 20° gegen die Horizontale geneigt, sodass das etwa 1,5 m lange Kabel, axial herausgeführt mit nur wenig Biegung am Stecker eine Kettenlinie ausbilden kann.

### Dachrute bei kleinen Bahnen

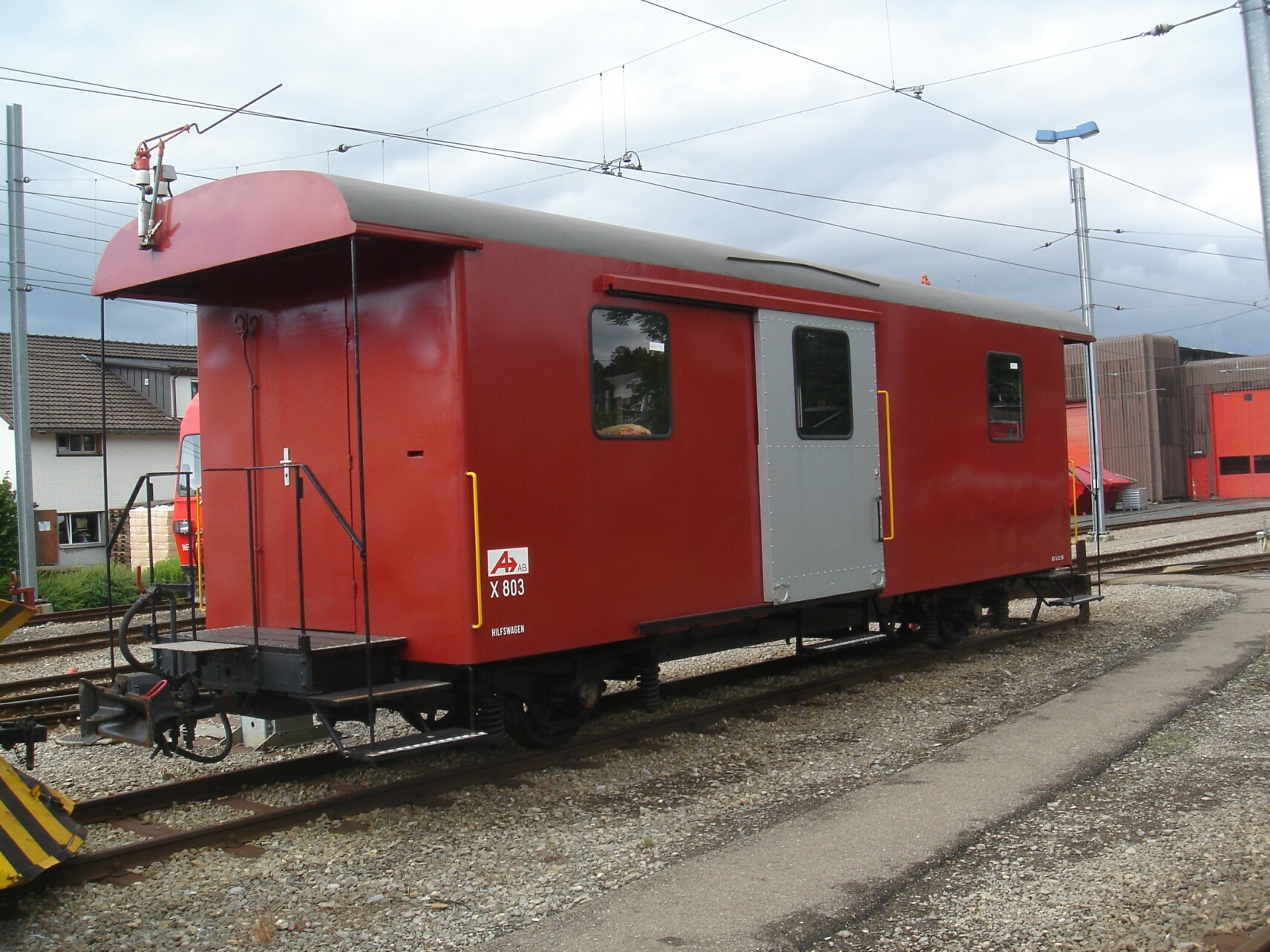
Dachrute an einem Dienstwagen der Appenzeller Bahnen zur elektrischen Kontaktierung von Wagen zu Wagen

Bei Neben- und Kleinbahnen mit Gleichstrombetrieb wurden anstelle der Kabel-Steckverbindungen oft auch Dachruten verwendet. Sind Steckverbindungen vorhanden, entsprechen diese in den Dimensionen oft nicht der UIC-Norm oder sie sind gegenläufig oder an der Dachkante gekuppelt.

### Stationäre Stromversorgung
Um am Bahnhof zusammenstellte Züge auch ohne Lokomotive beheizen (und klimatisieren) zu können, gibt es neben dem Gleis eine Station für Heizstromversorgung.
Neben Gleisen, die dem Zusammenstellen oder Abstellen von Reisezügen dienen, gibt es eine Station für Heizstromversorgung. Typisch (in Österreich) ist das 3 cm dicke Verbindungskabel mit Stecker, das über seine nötige Länge von etwa 15 m klassisch über etwa 5 hüfthohe Tragstützen mit Aufnahmerille gelegt wird. Auch für den Stecker gibt es eine (blinde) Aufnahme, die vor Berühren, Verschmutzung, Regenwasser und Einschneien schützt.
Mit dem Anstecken eines stationären Kabels an einem Wagen, wird als Warnung vor Verschub auch eine Signalstange schräg zwischen Kupplungshaken und Puffer eingelegt. Diese gestreifte Stange ragt aus der Wagenfront auffällig hervor und trägt das Warnschild „Vorheizung angeschlossen“.